# Абдурраман Фангай
Абдурраман Фангай (алб. Abdurraman Fangaj, нар. 12 жовтня 1997, Шкодер) — албанський футболіст, захисник «Егнатії» та, в минулому, молодіжної збірної Албанії.

## Клубна кар'єра
Народився 12 жовтня 1997 року в Шкодері. Вихованець футбольної школи клубу «Влазнія».
У дорослому футболі дебютував 2016 року виступами на орендних умовах за «Тарбуні Пука», в якій того року взяв участь у 14 матчах чемпіонату. 
Своєю грою за цю команду привернув увагу представників тренерського штабу клубу «Лачі», до складу якого приєднався 2016 року. Відіграв за команду з Лачі наступні чотири сезони своєї ігрової кар'єри. Більшість часу, проведеного у складі «Лачі», був основним гравцем захисту команди.
2020 року повернувся до «Влазнії», проте до її основного складу не пробився, хоча й виборов з нею два Кубка Албанії, і за два роки перебрався до «Егнатії». У складі нової команди у першому ж сезоні знову став володарем національного Кубка, а за рік став співавтором «золотого дубля», коли команди виграла також і першість Албанії.

## Виступи за збірну
2018 року провів свою єдину гру у складі молодіжної збірної Албанії.

## Статистика виступів

### Статистика клубних виступів
Станом на 5 грудня 2024
| Сезон               | Команда             | Чемпіонат           | Чемпіонат | Чемпіонат | Національний кубок | Національний кубок | Національний кубок | Континентальні кубки | Континентальні кубки | Континентальні кубки | Інші змагання | Інші змагання | Інші змагання | Усього | Усього |
| Сезон               | Команда             | Ліга                | Ігор      | Голів     | Ліга               | Ігор               | Голів              | Ліга                 | Ігор                 | Голів                | Ліга          | Ігор          | Голів         | Ігор   | Голів  |
| ------------------- | ------------------- | ------------------- | --------- | --------- | ------------------ | ------------------ | ------------------ | -------------------- | -------------------- | -------------------- | ------------- | ------------- | ------------- | ------ | ------ |
| січ.-черв. 2016     | «Тарбуні Пука»      | СЛ                  | 14        | 0         | КА                 | 0                  | 0                  | -                    | -                    | -                    | -             | -             | -             | 14     | 0      |
| 2016–17             | «Лачі»              | СЛ                  | 12        | 0         | КА                 | 3                  | 0                  | -                    | -                    | -                    | -             | -             | -             | 15     | 0      |
| 2017–18             | «Лачі»              | СЛ                  | 33        | 0         | КА                 | 6                  | 1                  | -                    | -                    | -                    | -             | -             | -             | 39     | 1      |
| 2018–19             | «Лачі»              | СЛ                  | 28        | 3         | КА                 | 4                  | 0                  | ЛЄ                   | 3                    | 0                    | СКА           | 1             | 0             | 36     | 3      |
| 2019–20             | «Лачі»              | СЛ                  | 29        | 0         | КА                 | 3                  | 1                  | ЛЄ                   | 2                    | 0                    | -             | -             | -             | 34     | 1      |
| Усього за «Лачі»    | Усього за «Лачі»    | Усього за «Лачі»    | 102       | 3         |                    | 16                 | 2                  |                      | 5                    | 0                    |               | 1             | 0             | 124    | 5      |
| 2020–21             | «Влазнія»           | СЛ                  | 0         | 0         | КА                 | 0                  | 0                  | -                    | -                    | -                    | -             | -             | -             | 0      | 0      |
| 2021–22             | «Влазнія»           | СЛ                  | 9         | 0         | КА                 | 6                  | 0                  | ЛК                   | 4                    | 0                    | СКА           | 0             | 0             | 19     | 0      |
| Усього за «Влазнію» | Усього за «Влазнію» | Усього за «Влазнію» | 9         | 0         |                    | 6                  | 0                  |                      | 4                    | 0                    |               | -             | -             | 19     | 0      |
| 2022–23             | «Егнатія»           | СЛ                  | 33        | 0         | КА                 | 5                  | 0                  | -                    | -                    | -                    | -             | -             | -             | 38     | 0      |
| 2023–24             | «Егнатія»           | СЛ                  | 34+2      | 0         | КА                 | 6                  | 0                  | ЛК                   | 2                    | 0                    | СКА           | 1             | 0             | 45     | 0      |
| 2024–25             | «Егнатія»           | СЛ                  | 13        | 1         | КА                 | 0                  | 0                  | ЛЧ+ЛК                | 2+2                  | 0                    | СКА           | 0             | 0             | 17     | 1      |
| Усього за «Егнатію» | Усього за «Егнатію» | Усього за «Егнатію» | 80+2      | 1+0       |                    | 11                 | 0                  |                      | 6                    | 0                    |               | 1             | 0             | 100    | 1      |
| Усього за кар'єру   | Усього за кар'єру   | Усього за кар'єру   | 205+2     | 4+0       |                    | 33                 | 2                  |                      | 15                   | 0                    |               | 2             | 0             | 257    | 6      |